# SPC그룹
SPC그룹은 1945년 창업한 종합식품기업이다.  SPC삼립, 파리크라상, 비알코리아 등의 계열사를 통해 제과제빵, 도넛, 아이스크림부터 육가공, 제분, 물류 사업을 전개하고 있다. 2004년 중국 진출을 시작으로 미국, 프랑스, 베트남, 싱가포르 등 해외시장을 개척하여 2020년 현재 400여 개 매장을 운영하고 있다.
SPC그룹은 국내외 주요 도시에서 총 52개 계열사를 거느리고 있으며, 파리바게뜨, 베스킨라빈스, 던킨도너츠, 파스쿠찌, 쉐이크쉑 등 40여 개 브랜드 매장 약 6,500개를 운영하고 있다.

## 연혁
- 1945년 10월 28일 황해도 옹진에 상미당 설립
- 1949년 무연탄가마 개발
- 1959년 삼립제과공사 설립
- 1964년 식빵 제조 자동화 및 국내 최초 비닐 포장 크림빵 출시
- 1968년 6월 28일 삼립식품공업(주)으로 상호 변경
- 1972년 8월 7일 한국인터내쇼날식품(주) 설립
- 1977년 10월 20일 한국인터내쇼날식품(주)에서 샤니로 상호 변경
- 1983년 10월 샤니, 업계최초 식품기술연구소 설립
- 1985년 4월 미국 배스킨라빈스사와 기술제휴
- 1985년 6월 비알코리아(주) 설립
- 1986년 10월 17일 (주)파리크라상 설립,  배스킨라빈스 직영 1호점 명동점 개점
- 1988년 6월 비알코리아, 배스킨라빈스 가맹 1호점 구반포점 개점
- 1988년 6월 23일 파리크라상, 파리바게뜨 1호점 광화문점 개점
- 1992년 4월 10일 파리크라상, 한불제과제빵학원 개원(현 SPC 컬리너리 아카데미)
- 1993년 10월 23일 비알코리아, 던킨 도너츠사와 기술제휴 계약
- 1994년 1월 3일 태인 샤니 출범 , 던킨 도너츠 1호점 이태원점 개점
- 1998년 12월 비알코리아, 던킨 도너츠 명동점 개점
- 2003년 8월 15일 창업자 허창성 명예회장 별세
- 2004년 1월 1일 SPC그룹 출범
- 2004년 9월 10일 상해SPC, 파리바게뜨 1호점(구베이점) 개점
- 2005년 10월 20일 허창성 명예회장, 허영인 회장 한국경영사학회 창업대상 수상
- 2005년 12월 1일 SPC식품종합연구소 설립
- 2006년 2월 18일 파리바게뜨, 중국상하이 구베이점, 중국 명성점 등으로 선정
- 2007년 4월 6일 서울대학교 산학협동연구동 건축기금 50억원 출연
- 2007년 6월 1일 인천국제공항 컨세션 사업진출
- 2007년 12월 15일 파리바게뜨, 중국 10대 브랜드 수상
- 2009년 6월 30일 비알코리아, 배스킨라빈스 아이스크림케이크 수출
- 2010년 4월 28일 던킨 도너츠, 국내 최초 로스팅 커피원두 수출
- 2010년 6월 19일 파리바게뜨, 중국에 가맹1호 창더루점 오픈
- 2010년 12월 22일 허영인 회장, 프랑스 정부 공로훈장 오피시에 훈장
- 2010년 12월 23일 파리크라상, 고용창출 우수기업 선정
- 2011년 3월 4일 SPC식품과학대학 설립
- 2011년 12월 27일 SPC행복한재단 설립
- 2012년 3월 29일 글로벌 100호점 오픈 (베트남 진출)
- 2012년 5월 2일 허영인 회장, 프랑스 정부 농업공로훈장 슈발리에 수훈
- 2013년 1월 27일 한불제과제빵학원, SPC컬리너리아카데미로 명칭 변경
- 2013년 9월 23일 마케팅 전문기업 SPC클라우드 출범
- 2014년 5월 15일 국내 최초 프랑스 원맥 도입
- 2014년 7월 23일 파리바게뜨, 프랑스 파리 1호점 샤틀레점 개점
- 2015년 7월 1일 파리바게뜨, 프랑스 2호점 오페라점 개점
- 2016년 2월 22일 프랑스 국립제빵제과학교(INBP) 정규 과정 개설
- 2016년 4월 19일 'SPC-SNU 70-1' 천연효모 적용 제품 첫 출시
- 2016년 7월 쉐이크쉑 1호점 강남점 개점
- 2019년 3월 28일 파리바게뜨, 중국 텐진공장 준공
- 2022년 3월 포켓몬빵 재출시

## 계열사 및 브랜드
- SPC삼립

미각제빵소, 카페스노우, 피그인더가든, 그릭슈바인, 하이면, 시티델리, 빚은
- 파리크라상

파리크라상, 파리바게뜨, 파스쿠찌, 쉐이크쉑, 잠바주스, 리나스, 라그릴리아, 퀸스파크, 더월드바인
- 비알코리아

배스킨라빈스, 던킨
- SPC GFS
- 샤니
- 타이거인터내셔널
- SPC팩
- SPL
- SPC 클라우드
- SPC 네트웍스
- 에스데어리푸드
- SPC 행복한재단

해외 법인
 미국
- 파리바게뜨 봉듀(PARIS BAGUETTE BONDOUX, INC.)
- 파리바게뜨 아메리카(PARIS BAGUETTE AMERICA, INC.)
- 파리바게뜨 USA(PARIS BAGUETTE USA, INC.)

 중국
- SPC 인베스트먼트 (SPC INVESTMENT LIMITED COMPANY)
- 상하이 SPC 유한공사 (SHANGHAI SPC FOOD CO. LTD.)
- 상하이 SPC 무역유한공사
- 베이징 SPC 유한공사 (BEIJING SPC FOOD CO. LTD.)
- 톈진 SPC 유한공사 (TIANJIN SPC FOOD CO. LTD.)

 베트남
- 파리바게뜨 베트남
- 파리바게뜨 하노이

 싱가포르
- PB 싱가포르 (PB Singapore)
- SS 싱가포르 (SS Singapore)

 프랑스
- PB 프랑스 (PB France)

## 같이 보기
- 대한민국의 경제